# Zori Pariža
Zori Pariža (Зори Парижа) è un film del 1936 diretto da Grigorij L'vovič Rošal'.